# ROAR! Rock of Angels Records
ROAR! Rock of Angels Records ist ein griechisches Musiklabel mit dem Schwerpunkt Hard-Rock- und Metal-Bands. Das Unternehmen hat seinen Sitz in Angelochori – Thermaikos / Thessaloniki. Der Vertrieb der Produktionen erfolgt durch die Soulfood Music Distribution GmbH. Das Label Rock of Angels Records ist eine eingetragene Marke der Infinity Entertainment IKE.

## Unternehmensgeschichte
Das Unternehmen wurde 2012 von Akis Kosmidis gegründet, der sich seit seiner frühesten Jugend mit Hard Rock und Heavy Metal beschäftigt. Das Unternehmen entstand zunächst als reines Musiklabel mit dem Namen ROAR! Rock of Angels Records, welches sich auf die Vermarktung junger griechischer Bands der zu diesem Zeitpunkt besonders aktiven Metal-Szene sowie auf die Lizenzierung von Alben bekannterer Bands wie etwa Stryper oder Operation Mindcrime konzentrierte.
Unter dem Label ROAR! Rock of Angels Records, welches zwischenzeitlich als europäische Marke eingetragen worden ist, wurden über 50 verschiedene Alben veröffentlicht, darunter Nemesis von Sarissa oder Blind Faith von Mean Streak. Der Vertrieb der eigenen Produkte wird europaweit (mit Ausnahme Griechenland und Zypern) von Soulfood und in Großbritannien von plastichead code7 übernommen. Der digitale Vertrieb erfolgt über Believe.
Im September 2015 wurde erstmals ein Open-Air-Festival mit dem Namen „Rock on the Beach“ veranstaltet.
Erweiterung der Geschäftszweige: Im Jahre 2015 wurde der Name des Unternehmens schließlich in Infinity Entertainment IKE geändert. Dies wurde im Zuge der Erweiterung des Gesellschaftszwecks erforderlich, nachdem das Unternehmen zwischenzeitlich auch den exklusiven Vertrieb von Tonträgern anderer Independent Labels übernommen hatte.

## Ausrichtung
Das Unternehmen teilt sich in mehrere unterschiedliche Geschäftsbereiche auf. Für das eigene Labelprogramm wird das hauseigene Label ROAR! Rock of Angels Records verwendet, welches auf Heavy Metal und Rockmusik spezialisiert ist. Unter dem Sub-Label Growl Records werden Death Metal und Dark Metal vertrieben.
Der Vertrieb der Produkte des eigenen und der fremden Labels an Groß- und Zwischenhändler in Griechenland und Zypern wird von Infinity Entertainment abgewickelt. Infinity Entertainment hat sich mittlerweile zu einem der bedeutendsten griechischen, unabhängigen Musikvertriebe für Independent-Labels entwickelt. Exklusive Vertriebsvereinbarungen für Griechenland bestehen u. a. mit Nuclear Blast, SPV, AFM Records und Frontiers Records.
Infinity Entertainment nutzt als Vertriebskanäle sowohl Einzelhandelsketten wie Media Markt und Public Stores, als auch viele kleinere spezialisierte Musikgeschäfte. Online erfolgt die Vermarktung über den Internetshop Music Megastore.
Aus einer Zusammenarbeit mit Joe Lynn Turner, dem früheren Sänger von Deep Purple und Rainbow und dem renommierten griechischen Weingut Nico Lazaridi, wurde unter dem Namen „Joe Lynn Turner – King of Dreams“ ein Wein kreiert und vertrieben.

## Bands (Auswahl)
- Mystic Prophecy
- Steel Prophet
- Ashes of Ares
- Enemy Inside
- Monument
- Aerodyne
- Mean Streak
- Forbidden Seed
- Gods of Silence
- Big City
- Freternia
- Full House Brew Crew
- Fireforce
- Phase Reverse
- Sorrowful Angels
- Outloud
- 666packs
- Badd Kharma
- Course of Fate
- Silius
- Attick Demons
- A Perfect Day
- Emerald
- Steel Engraved
- Phase Reverse
- Black & Damned
- Outloud
- Fallen Arise
- Memorain
- Killson
- Overpower
- ITsALIE
- KingCrown
- Felskinn
- Scarlet Rebels
- Athanasia
- Sarissa
- Volster
- Mädhouse